# Alun Hoddinott
Alun Hoddinott est un compositeur britannique né le 11 août 1929 à Bargoed (Glamorganshire, pays de Galles) et décédé en mars 2008 à Swansea.

## Biographie
Hoddinott a étudié à l'université de Cardiff et auprès d'Arthur Benjamin dont il a reçu des leçons privées. Sa première composition d'importance, le Concerto pour clarinette, a été créée au festival de Cheltenham en 1954 par Gervase de Peyer et John Barbirolli. Depuis, la musique de Hoddinott a été présentée au grand public par les interprètes les plus renommés du XXe siècle, comme Thomas Allen, Dennis Brain, David Childs, Osian Ellis, Geraint Evans, Jill Gomez (en), Nia Harries, Gwyneth Jones, Jeremy Huw Williams (en), Andrew Matthews-Owen (en), John Ogdon, Margaret Price, Ruggiero Ricci et Mstislav Rostropovitch.
Outre le prix Walford Davies, Hoddinott a été honoré du grade de commandeur de l'Ordre de l'Empire britannique et du titre de docteur honoris causa par de nombreuses grandes écoles de musique, telles la Royal Academy of Music, le Royal Northern College of Music et le Royal Welsh College of Music and Drama (en). En 1997, lors du festival de Machynlleth, il a reçu le prix Glyndwr pour sa contribution aux arts du pays de Galles. Il a également reçu le prix du Lifetime Achievement du Conseil des Arts du pays de Galles en 1999, la dignité de membre de la Welsh Music Guild et la reine Élisabeth II lui a remis une médaille à l'occasion de l'inauguration officielle du Wales Millennium Center.
En 2005, Hoddinott a composé la musique pour la cérémonie de mariage de Camilla Parker Bowles avec le prince Charles de Galles. Il avait auparavant composé des œuvres pour célébrer le 16e anniversaire et l'investiture du prince.

## Œuvres principales

### Musique orchestrale
- Neuf symphonies ;
  - Symphonie no 1 (op. 7, 1955) ;
  - Symphonie no 2 (op. 29, 1961) ;
  - Symphonie no 3 (op. 61, 1968) ;
  - Symphonie no 4 (op. 70, 1970) ;
  - Symphonie no 5 (op. 81, 1973) ;
  - Symphonie no 6 (op. 116, 1984) ;
  - Symphonie no 7 (op. 137, 1989) pour orgue;
  - Symphonie no 8 (op. 142, 1989) ;
  - Symphonie no 9 (op. 145, 1992) « Vision of Eternity » pour soprano et orchestre;
- Concerto grosso no 1 (op. 41, 1965) ;
- Concerto grosso no 2 (1966) ;
- Quatre danses galloises (op. 15) ;
- Suite française pour petit orchestre (op. 91) ;
- Danses d'investiture (op. 66) ;
- Paysages (op. 86) ;
- La Lanterne des morts (op. 105 no 2) ;
- Le Soleil, grand luminaire de l'univers (op. 76) ;
- Variants (op. 47) ;
- Danses galloises (op. 64) ;
- Fioriture (op. 60) ;
- Passaggio (op. 94) ;
- Scena pour orchestre à cordes (op. 119) ;
- Star Children (op. 135).

### Concertos
- Concerto pour clarinette et cordes (op. 3) ;
- Concerto pour harpe et orchestre (op. 11) ;
- Concerto pour cor et orchestre (op. 65) ;
- Concerto no 3 pour piano et orchestre (op. 44) ;
- Concerto pour piano, bois et percussions (op. 19) ;
- Concertino pour alto et petit orchestre (op. 14) ;
- Heaventree of Stars, poème pour violon et orchestre (op. 102) ;
- Nocturnes et cadenzas pour violoncelle et orchestre (op. 62) ;
- Concerto pour orchestre (1986).

### Musique de chambre
- Bagatelles ;
- Divertissements pour huit instruments (op. 58) ;
- Divertimento (op. 32) ;
- Masques ;
- Trio avec piano no 2 (op. 111) ;
- Ritournelle pour trombone, bois et percussions (op. 85) ;
- Seconde Ritournelle pour quintette de cuivres (op. 100 no 2) ;
- Scène pour quatuor à cordes (op. 100 no 1)

### Œuvres pour bois
- Airs et danses galloises.

### Œuvres pour orgue
- Intrada (op. 37 no 2) ;
- Sarum Fanfare (op. 37 no 3) ;
- Sonate (op. 96 no 2) ;
- Toccata alla giga (op. 37 no 1)

### Œuvres pour piano
- Sonate no 1 (op. 17) ;
- Sonate no 4 (op. 49) ;
- Sonate no 5 (op. 57) ;
- Sonate no 6 (op. 78 nº 3).

### Autres œuvres de musique instrumentale
- Fantaisie pour harpe (op. 68/2) (1970) ;
- Ritournelle pour trombone, bois et percussions — version pour trombone et piano (op. 85) ;
- Sonate no 1 pour violoncelle et piano ;
- Sonate no 2 pour violoncelle et piano (op. 96 no 1) ;
- Sonate pour clarinette et piano (op. 50) ;
- Sonate pour harpe (op. 36) ;
- Sonate pour corne et piano (op. 78 no 2) ;
- Sonate no 1 pour violon et piano (op. 63) ;
- Sonate no 2 pour violon et piano (op. 73 no 1) ;
- Sonate no 3 pour violon et piano (op. 78 nº 1) ;
- Sonate no 4 pour violon et piano (op. 89) ;
- Doubles pour hautbois, orchestre à cordes et clavecin (op. 106)

### Musique chorale avec orchestre
- Dives and Lazarus (op. 39) ;
- Quatre chansons galloises ;
- Sinfonia Fidei (op. 95) .

### Hymnes et chansons chorales
- Christ is Risen (A354) ;
- Dulcia luventutis (op. 97) ;
- Every Man’s Work Shall be Made Manifest (A209) ;
- Great Art Thou, O God (A177) ;
- Great is the Lord (A334) ;
- Holy, Holy, Holy (A210) ;
- King of Glory (A343) ;
- Make a Joyful Noise (A344) ;
- Puer Natus (X229) ;
- Sing a New Song (A353) ;
- Te Deum ;
- Deux chansons galloises (X260) ;
- What Tidings? (op. 38 nº 1) (X138).

### Lieder
- A Contemplation Upon Flowers (op. 90) ;
- Landscapes – Ynys Mon (op. 87) ;
- Six chansons folkloriques galloises.

### Opéras
- The Beach of Falesa (op. 83) ;
- The Magician (op. 88) ;
- The Trumpet Major (op. 103) ;
- What the Old Man Does is Always Right (op. 93).